# Aba (Magyarország)
Aba város a Közép-Dunántúl régióban, Fejér vármegyében, a Székesfehérvári járásban.

## Fekvése
Székesfehérvártól 20 kilométerre dél-délkeletre, a Mezőföld északi részén, a Sárvíz völgyében fekszik. Közigazgatási területe 8805 hektár.

### Megközelítése

#### Közúton
Legfontosabb közúti megközelítési útvonala a 63-as főút, ezen érhető el Székesfehérvár és Sárbogárd irányából is. Soponyával egy számozatlan, de szilárd burkolatú, önkormányzati fenntartású mellékút kapcsolja össze, Belsőbáránd településrésze pedig a 6214-es úton érhető el a 63-as főútról (illetve ugyanez köti össze Seregélyessel is, de abban az irányban az út több kilométeren földútként húzódik). Északkeleti határszélét egy rövid szakaszon érinti még a 62-es főút 2015-ben átadott új, Seregélyest elkerülő nyomvonala is.
A közúti tömegközlekedést a Volánbusz autóbuszai biztosítják.

#### Vasúton
Vonattal a város a MÁV 45-ös számú Sárbogárd–Börgönd-vasútvonalán érhető el. A vasútnak három megállási pontja is volt Aba területén, ezek Székesfehérvár vasútállomás felől sorrendben az alábbiak:
- Belsőbáránd megállóhely, a névadó településrész nyugati szélén, a 6214-es út vasúti keresztezésének északi oldalán;
- Bodakajtor-Felsőszentiván vasútállomás, a 63-as főút mellett, nem messze északra a névadó településrészekre vezető bekötőút kiágazásától;
- és a Sárkeresztúrral közös Aba-Sárkeresztúr vasútállomás, a település központjának déli szélén.

A vonalon 2009. decemberében megszűnt a személyforgalom, majd néhány év múlva átmenetileg újraindult, de hektikusan alakult: volt időszak, amikor csak vonatpótló autóbuszok közlekedtek, később egy időben napi két vonatpár közlekedett. 2024-es őszi állapot szerint két óránként közlekednek vonatok a vonalon, de azok a három egykori abai megálló közül csak Belsőbárándnál állnak meg.

### Településrészei
- Belsőbáránd
- Bodakajtor Aba centrumtól 5 kilométerre fekszik északnyugati irányban. 2011-es adatok szerint Bodakajtor népessége 371 fő, a lakások száma 82.[7] Bodakajtoron közösségi ház található.[8]

## Története

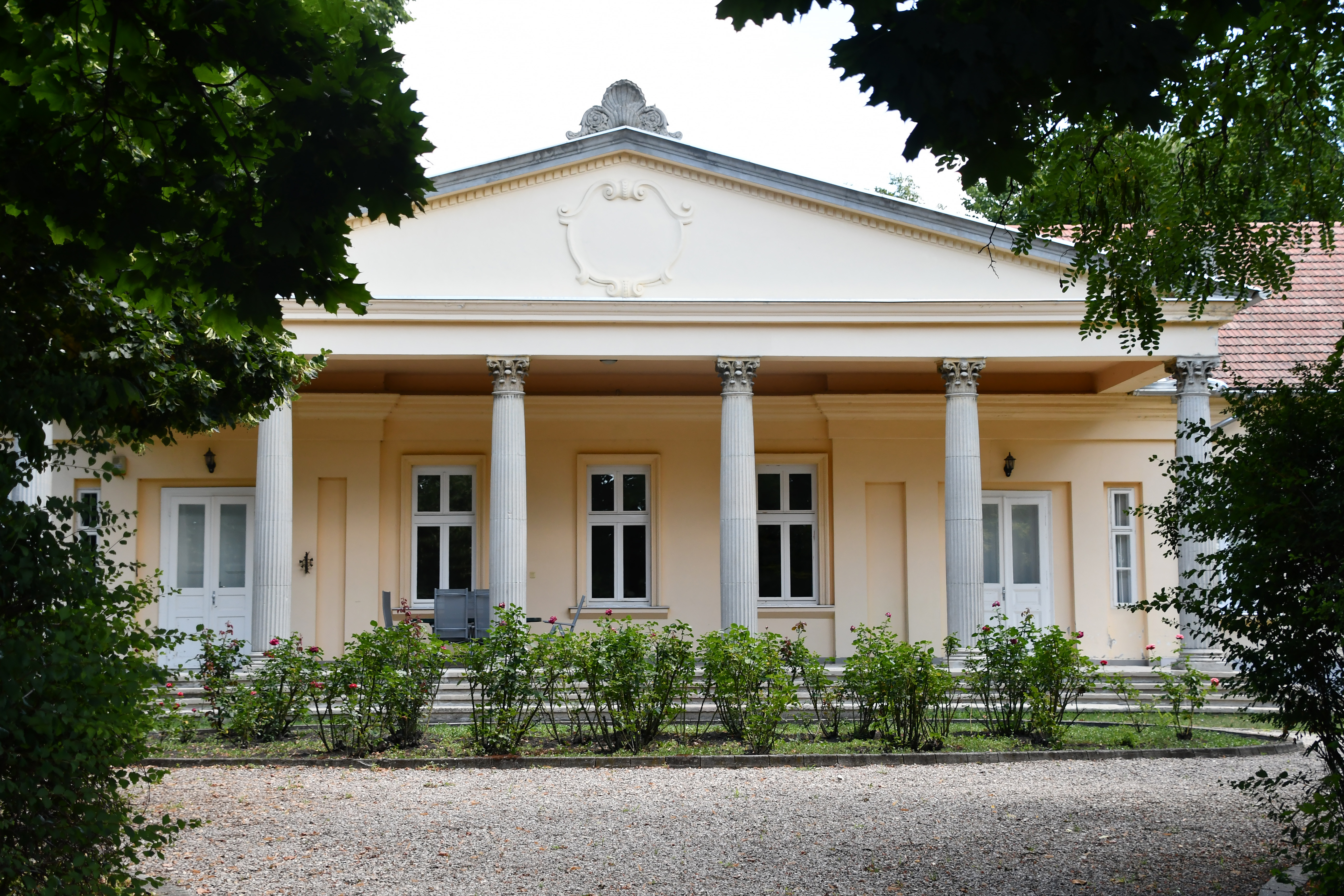
A Bissingen–Zichy-kúria

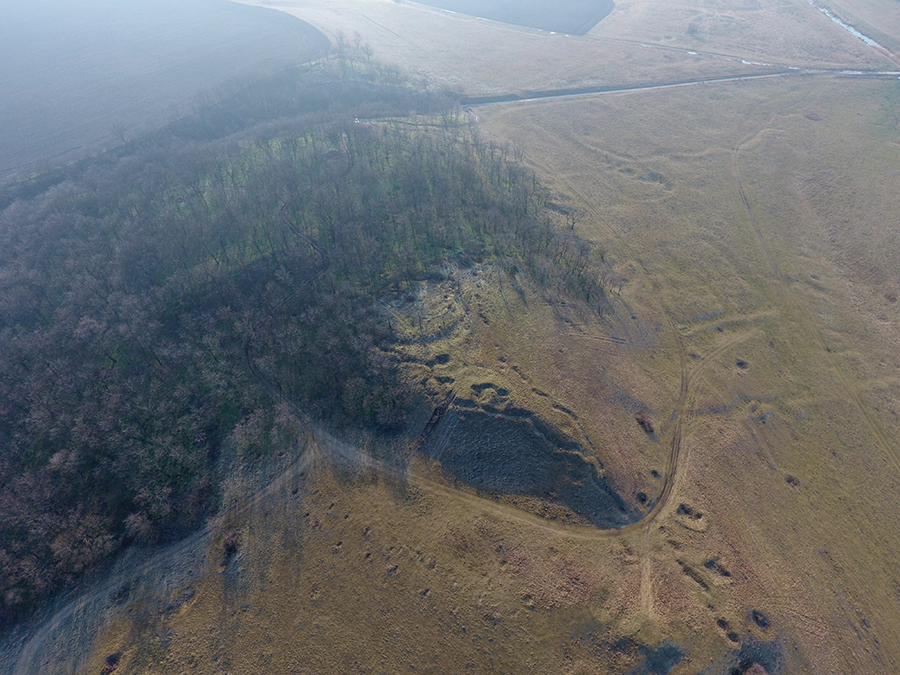
Aba, Belsőbáránd, Bolondvár légi fotó

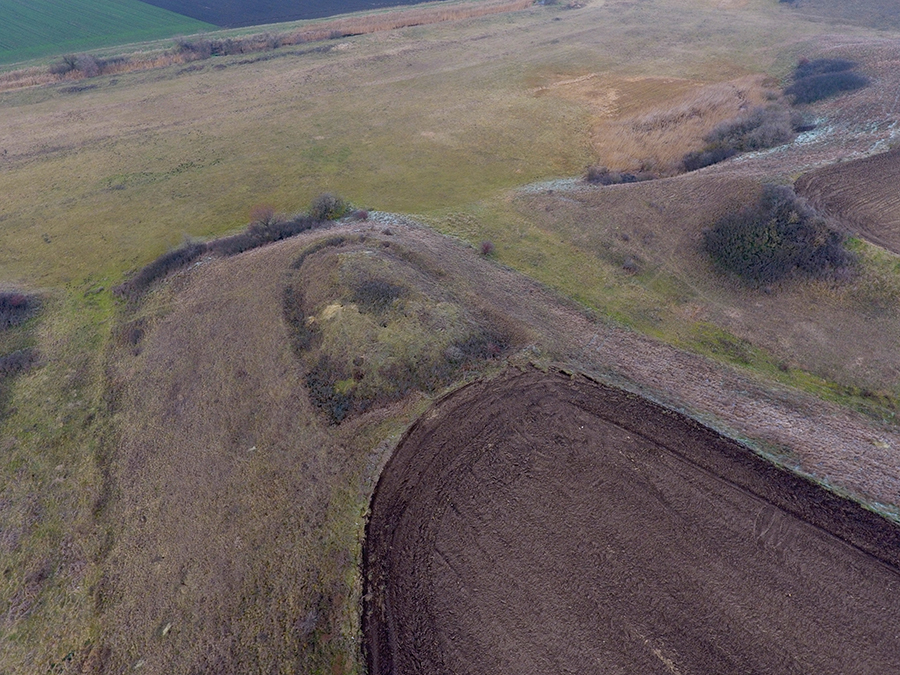
Aba, Belsőbáránd, Ebvár légi fotó

Aba vagy Bes(e)nyő a Sár-vidéki besenyők legfelső telepe volt. Bögöd azon része, amely ma a Felsőszentiván-puszta nevet viseli, 1192-ben délkeleten a besenyőkkel, illetve falujukkal volt határos. Arra, hogy a település mióta viseli az Aba nevet, nincs pontos adat, de azt tudjuk, hogy 1298–1300 körül István országbíró egyik embere egy Aba nevű besenyő volt, s 1361-ben Abai Andrást királyi emberként említették.
Településrészei közül Bodakajtort 1448-ban említették először, Kajtorként, Belső- és Külsőbárándot 1465-ben, Bárándként. Bögöd (Sár) 1192-ben, Bugud néven szerepel. A fehérvári vár és a Monoszló nemzetség birtoka volt.
1192-ben, III. Béla idejében a Monoszló nemzetségbeli Fulbert fia Gergely halála után Macharius comes (ispán) kapta, aki határát leíratta. A határjárás Bögöd délkeleti szélén a három Sár folyót délnyugat felé átszelve Soponya falu alá ért, s csak ezután, északnyugat felé fordulva jutott a Sárvíz szigetére (az 1925-ös térképen Felsősárréti-major), majd Csőszhöz, ahol újra az északkeleten fekvő part felé fordult; e határjárási adatból kiderül, hogy a körülírt föld a mai Felsőszentiván-pusztának felel meg, s csak az ettől északnyugatra fekvő Bögöd-puszta őrizte meg Bögöd várfalu nevét. A délkeleten szomszédos Besenyő falu a mai Aba.
1231-ben Monoszló nemzetségbeli Miklós és Tamás comes Bögöd néven, 1237-ben pedig Tamás bán fiai Tamás és Gergely Sár néven osztották ketté. 1247-ben a fent említett Miklós András nevű fia örökségül kapott bögödi birtokát 5 szabadossal együtt eladta Tamás fia Tamásnak. 1270-ben a Monoszlaiak osztozásakor a birtok Péter fia Péternek jutott. 1294 előtt vásárlás útján Bögödöt a Tengerdiek szerezték meg. 1294-ben Tengerdi Miklós fiai tartozékaival együtt elcserélték a fehérvári káptalannal.
Ma két puszta Aba határában északnyugaton: Szentivány (puszta) és Felsőszentiván.
1543-ban török hódoltság alá került.
1559-ben I. Ferdinánd gróf Cseszneky Mihály és Baranyai Balázs várpalotai fővitézeknek adományozta.
A tizenöt éves háború idején elpusztult, a 17. században települt be újra.
1707-ben az osztrák császári csapatok felgyújtották a falut, mert sok lakos harcolt Vak Bottyán mellett. A  Rákóczi-szabadságharc alatt 170 ember halt meg pestisben.
A 18. század végétől már iskolája is volt. A lakosok aktívan részt vettek az 1848–49-es forradalom és szabadságharcban.
Az 1848–1849-es szabadságharc során az abai nemzetőr parancsnok, Szűcs Gedeon és 183 nemzetőre részt vett az ozorai ütközetben.
A 19. század végére a falu már vasútállomással, postával, csendőrőrssel és tűzoltó-egyesülettel  is rendelkezett, lakosainak száma 1900-ra elérte a 3500-at. A két világháború között tovább fejlődött.
A település sokat szenvedett a második világháború alatt. 1945. március 21-én a szovjet csapatok elfoglalták. A hosszú és súlyos harcok következtében 165 lakóház lakhatatlanná vált, és mindkét templom épületében komoly károk keletkeztek.
A háború után Aba újra fejlődésnek indult; az 1950-es években már mintegy 4300 lakosa volt, s 2013. július 10-én a köztársasági elnök városi címet adományozott a településnek.

## Közélete

### Polgármesterei
- 1990–1994: Kossa Lajos (SZDSZ-Fidesz)[12]
- 1994–1998: Kossa Lajos (független)[13]
- 1998–2002: Kossa Lajos (független)[14]
- 2002–2006: Kossa Lajos (Polgármesterek Fejér Megyéért)[15]
- 2006–2010: Kossa Lajos (Polgármesterek Fejér Megyéért)[16]
- 2010–2014: Kossa Lajos (független)[17]
- 2014–2016: Kossa Lajos (független)[18]
- 2016–2019: Kossa Lajos (független)[19]
- 2019–2024: Dr. Mikula Lajos (Sárvíz Térségfejlesztő Egyesület)[20]
- 2024– : Képliné Molnár Ildikó (Sárréte Sportgyesület)[2]

Kossa Lajos a rendszerváltást követő öt önkormányzati választáson egyedüli jelöltként indult és lett Aba polgármestere. 2010-ben 3 jelölt indult a posztért, de Kossa Lajost ekkor is nagy többséggel (1058 szavazattal, 79,85 %-os szavazati aránnyal) választották újra, a független ifj. Gottloz Tibor (190, 14,34 %) és a jobbikos Rajkó József (77, 5,81 %) ellenében. 2014-ben a választáson két jelölt indult: Gottloz Tibor és Kossa Lajos (mindketten függetlenként), de ebben az évben is Kossa Lajos kapta a több szavazatot (744-et, 325 ellenében).
2016-ban a képviselő-testület feloszlatta magát, így időközi választást kellett kiírni 2016. október 2-ára. A polgármester-választáson öt jelölt indult, de a választók Kossa Lajos számára újra bizalmat szavaztak; 48,75 %-os eredményét (1072 szavazat) csak a független Kasó László tudta megközelíteni (927, 42,16 %), Gottloz Tibor függetlenként 118 (5,37 %), Bakos Iván Gábor a Belsőbárándért Érdekvédelmi Egyesület színeiben 75 (3,41 %), a munkáspárti Berényi Béla pedig 7 (0,32 %) szavazatot szerzett.
A veterán településvezető a 2019-es önkormányzati választáson talált először olyan kihívóra, aki jobb eredményt tudott elérni nála: dr. Mikula Lajos, a Sárvíz Térségfejlesztő Egyesület jelöltjeként 1369 szavazatot szerzett ezen a választáson (64,42 %) Kossa Lajos 523 (24,61 %) szavazatával szemben, így több évtized után új polgármestere lett Abának. Gottloz Tibor ezen a választáson is elindult a polgármesteri székért, de 233 szavazata, 10,96 %-os eredménye csak a harmadik helyre volt elegendő. Mivel Kossa Lajos egyéni listás képviselőnek nem jelöltette magát, búcsút kellett mondania a képviselő-testületi munkának. (Egyébként mind a hat képviselői mandátumot a Sárvíz Térségfejlesztő Egyesület jelöltjei nyerték el.)

## Nevezetességei
- Az abai római katolikus Szentháromság plébániatemplomot 1756-ban a Szentháromság tiszteletére szentelték. Építészeti különlegessége, hogy háromszög alaprajzával és részletmegoldásaival (hármas elrendezésű ablakok, falképek) is a Szentháromságot jelképezi. Valószínűleg Paul Hatzinger linzi építész műve. A kupola falképe 1756-ban, a főoltár és a szószék 1764-ben készült. 1846 után hajóval és toronnyal bővítették. Harangjait Szlezák László öntötte. Orgonáját 1940 körül Fittler István készítette Berente számára, 1963-ban helyezték át Abára. A templomot és a plébániát 1700 után a székesfehérvári ferencesek, 1746-tól pedig a jezsuiták gondozták. Plébániájának anyakönyveit 1754-től, Historia Domusát 1897-től vezetik. A második világháborúban megrongálódott.[10]
- A református templom: 1948–1950-ben épült, 10 évvel azután szentelték fel, hogy a régi református templomot a német haderő a II. világháború végén felrobbantotta. A templomkertben két síremlék (Gál Lajosé és Szűcs Gedeoné ) található, valamint egy úgynevezett szégyenkő a 17. századból, mely arra szolgált, hogy a templomi szertartás kezdete előtt ráültették az „erkölcstelennek” bélyegzett nőket.[22]
- Az első világháborús hősi emlékművet, Farkas Béla szobrát, 1925-ben avatták fel.
- A második világháborús emlékmű 1992-ben készült, Janzer Frigyes műve.
- Az 1956-os forradalom emlékművét, amely szintén Janzer Frigyes alkotása, 2006-ban emelték.

Régészeti emléke egy 7,5 cm × 3,5 cm-es, bizánci típusú bronz mellkereszt-ereklyetartó előlapja domborművesen öntött ábrázolással. A függőleges szárvégek kissé kiszélesednek, a vízszintesek keskenyednek. Az öntvény nagyon vastag, durva, hátoldalán alacsony peremmel. A korpusz alig formált. A függőleges keresztszáron alul és fölül egy-egy mellkép, a vízszinteseken egy-egy fej. A kereszt tetején és alján egy-egy fül a csuklósan záródó hátlaphoz erősítésre. Egy bizánci mellkereszt valószínűleg helyben készült 11-12. századi utánzata. 1922-ben vette meg a székesfehérvári Szent István Király Múzeum. Lelőhelyeként Felsőszentiván-puszta bogodi dűlőjét jelölték meg, ahol középkori falu nyomai látszottak.
Minden évben a pünkösd utáni hétvégén péntektől vasárnapig tartanak az ún. Aba-napok kulturális rendezvényei.
- A Zichy–Bolváry-kúria, helyi nevén Kiskastély, amelyben élelmiszerbolt működik.
- A Bissingen–Zichy-kúria vagy Nagykastély, magánlakhely, nem látogatható.
- Holcer-Jászay-Janiga-Spingler-kastély (Belsőbárándon)

## Demográfiai adatok
:
| Lakosok száma | 4484 | 4471 | 4426 | 4444 | 4418 | 4444 | 4396 |
|               | 2013 | 2014 | 2015 | 2021 | 2022 | 2023 | 2024 |

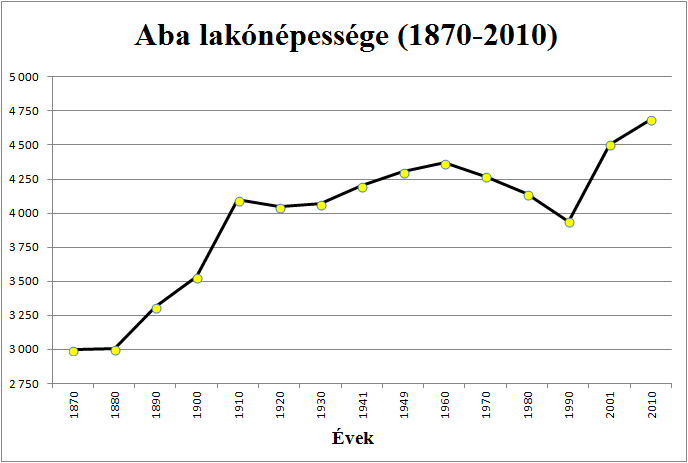
Aba népességének alakulása 1870 és 2010 között

- Lakói 1840-ben: 406 római katolikus, 18 evangélikus, 1218 református, 105 izraelita, összesen: 1747;
- 1910-ben 2379 római katolikus, 16 evangélikus, 1688 református, 1 unitárius, 78 izraelita, 2 egyéb vallású, összesen: 4164;
- 1940-ben 2494 római katolikus, 3 görögkatolikus, 3 görögkeleti, 11 evangélikus, 1644 református, 44 izraelita, összesen: 4199;
- 1948-ban 1797 római katolikus, összesen: 3258 (4 tanerős római katolikus általános iskolában 247 tanuló);
- 1983-ban 2600 római katolikus, összesen: 4206;
- 1990-ben összesen 3997 lakos.
- 2017-ben összesen 4635 lakos.[23]
- 2019-ben összesen 4660 lakos.

A 2011-es népszámlálás során a lakosok 85,5%-a magyarnak, 0,2% cigánynak, 0,3% németnek, 0,2% románnak mondta magát (14,4% nem nyilatkozott; a kettős identitások miatt a végösszeg nagyobb lehet 100%-nál). A vallási megoszlás a következő volt: római katolikus 36,3%, református 20,5%, evangélikus 0,2%, görögkatolikus 0,3%, felekezeten kívüli 16,7% (25,4% nem nyilatkozott).
2022-ben a lakosság 90,8%-a vallotta magát magyarnak, 0,4% cigánynak, 0,2% németnek, 0,1-0,1% szerbnek, görögnek, bolgárnak, ukránnak és románnak, 2,1% egyéb, nem hazai nemzetiségűnek (9,1% nem nyilatkozott; a kettős identitások miatt a végösszeg nagyobb lehet 100%-nál). Vallásuk szerint 26,6% volt római katolikus, 14,5% református, 0,3% evangélikus, 0,3% görög katolikus, 0,1% ortodox, 0,6% egyéb keresztény, 0,9% egyéb katolikus, 18,2% felekezeten kívüli (38,5% nem válaszolt).

## Oktatás
- Hétszínvirág Óvoda
- Aba Sámuel Általános Iskola
- Atilla Király Gimnázium

## Nevezetes szülöttei
- Szűcs Gedeon, abai nemzetőr parancsnok. Síremléke az abai református templom kertjében található.
- Barna Izidor, 1887-ig Braun (1860–1911) magyar újságíró, költő, a magyar bulvársajtó úttörője.
- Taussig Imre (1894–1945) válogatott labdarúgó, csatár, jobbszélső. A holokauszt áldozata lett.
- Tanka János (1908–1992), debreceni származású, abai tanító, kántor, tanár és könyvtáros. Az abai könyvtár felvette a Tanka János nevet, halála után.